# Anton Galeazzo Bentivoglio
Anton Galeazzo Bentivoglio (Bologna, 1385 circa – Bologna, 23 dicembre 1435) è stato un nobile e condottiero italiano, signore di Bologna.

## Biografia
Alla morte del padre Giovanni I Bentivoglio, venne ospitato dalla famiglia Malvezzi presso Castel Guelfo.
Venne nominato capo del governo dei Riformatori, instaurato dai bolognesi dopo essersi ribellati all'antipapa Giovanni XXIII il 3 marzo 1416. Anton Galeazzo fu, tra l'altro, uno dei fautori della rivolta assieme ai Malvezzi.
Nel 1420 riuscì a mandare in esilio i Canetoli, suoi oppositori politici, mentre altri ne fece impiccare. La sua condotta feroce fece sollevare i bolognesi che a luglio di quello stesso anno lo cacciarono dalla città. Accordandosi con Braccio da Montone, capitano delle truppe pontificie, riuscì però ad ottenere la signoria di Castel Bolognese; qui trovarono rifugio sia banditi sia esiliati bolognesi. La signoria gli venne tolta quando, volendo attaccare Imola, venne sconfitto dai pontifici.
Partecipò come condottiero, assoldato ora dalla Repubblica di Firenze ora dallo Stato Pontificio, a varie spedizioni. L'intento della Chiesa era anche quello di tenerlo lontano dal proposito di conquistare Bologna.
In effetti nel 1435 riuscì a rientrare a Bologna. Daniele Scoti, vescovo di Concordia e governatore pontificio della città, si mostrò preoccupato dalla simpatia che i bolognesi gli manifestarono e preoccupato che potesse mettersi a capo di un'ennesima rivolta per scacciare i pontifici. Con il suo vice Baldassarre da Offida decise quindi di tendergli una trappola: invitato a recarsi in comune, Anton Galeazzo venne catturato e ucciso assieme ad altri suoi compagni.
Venne dapprima sepolto nella chiesa di San Cristoforo del Ballatoio. Successivamente il corpo fu deposto nel sarcofago, opera di Jacopo della Quercia del 1435, che si trova ancora oggi all'interno della chiesa di San Giacomo Maggiore.

## Discendenza
Anton Galeazzo Bentivoglio si sposò nel 1420 con Francesca Gozzadini, da cui ebbe un figlio e due figlie:
- Annibale I Bentivoglio;
- Isabella o Elisabetta Bentivoglio, moglie di Romeo Pepoli (*1400 - +1451) figlio del Conte Palatino Guido Pepoli
- Costanza Bentivoglio, moglie di Gerardo Bevilacqua.